# 275 Sapientia
275 Sapientia este un asteroid din centura principală, descoperit pe 15 aprilie 1888, de Johann Palisa.